# San Francisco, Ixhuatlán de Madero
San Francisco är en ort i Mexiko.   Den ligger i kommunen Ixhuatlán de Madero och delstaten Veracruz, i den sydöstra delen av landet, 170 km nordost om huvudstaden Mexico City. San Francisco ligger 644 meter över havet och antalet invånare är 3 353.
Terrängen runt San Francisco är kuperad. Runt San Francisco är det ganska tätbefolkat, med 75 invånare per kvadratkilometer. Närmaste större samhälle är Huehuetla, 12,8 km sydväst om San Francisco. I omgivningarna runt San Francisco växer huvudsakligen savannskog.